# Albertsons
Albertsons Companies, Inc. er en amerikansk dagligvarekoncern med hovedkvarter i Boise, Idaho. Igennem datterselskaber driver de en række af supermarkedskæder i 29 amerikanske stater. I alt havde de 2.253 butikker og 270.000 ansatte i 2019. Albertsons har siden 2013 været ejet af Cerberus Capital Management.